# Caecilia caribea
Espèce
Statut de conservation UICN

 DD  : Données insuffisantes
Caecilia caribea est une espèce de gymnophiones de la famille des Caeciliidae.

## Répartition
Cette espèce est endémique de la municipalité de Pensilvania dans le département de Caldas en Colombie. Elle se rencontre entre 600 et 1 000 m d'altitude.

## Publication originale
- Dunn, 1942 : The American caecilians. Bulletin of the Museum of Comparative Zoology, vol. 91, no 6, p. 437-540 (texte intégral).